# Ovis vignei
El urial (Ovis vignei u Ovis orientalis vignei), también conocido como shapo o arkhar, es una especie de mamífero artiodáctilo de la familia Bovidae. Es un carnero salvaje que habita las montañas asiáticas de Rusia, Afganistán, Pakistán, India y varios países centroasiáticos.

## Subespecies
Cuenta con tres subespecies:
- Ovis vignei cycloceros - urial de Afganistán.
- Ovis vignei punjabiensis - urial del Punjab.
- Ovis vignei vignei - urial Shapu.